# 黄枝青冈
黄枝青冈（学名：Cyclobalanopsis fulvisericeus）为壳斗科青冈属下的一个种。